# 王儒 (萬曆進士)
王儒（1543年—？），字汝為，山西太原府平定州守禦千戶所人，軍籍，明朝政治人物、進士出身。

## 生平
嘉靖四十三年（1564年）甲子科山西鄉試第五名，萬曆二年（1574年）甲戌科會試第六十九名，登三甲第六十一名進士。歷官西安府同知、陕西按察司佥事、榆林中路道。

## 家族
曾祖父王安；祖父王邦柱；父王雲鵬。母霍氏。慈侍下。